# Actinia simplex
Actinia simplex is een zeeanemonensoort uit de familie Actiniidae. De anemoon komt uit het geslacht Actinia. Actinia simplex werd in 1834 voor het eerst wetenschappelijk beschreven door Ehrenberg. 